# Lista monumentelor istorice din județul Prahova - B

Simbol utilizat pentru monumentele istorice

Lista monumentelor istorice din județul Prahova - B cuprinde monumentele istorice înscrise în Patrimoniul cultural național al României și aflate în localități din județul Prahova al căror nume începe cu litera B.
Lista completă este menținută și actualizată periodic de către Ministerul Culturii, Cultelor și Patrimoniului Național din România, prin intermediul Institutului Național al Patrimoniului, ultima versiune datând din 2015. Această listă cuprinde și actualizările ulterioare, realizate prin ordin al ministrului culturii.
Puteți căuta un monument din județul Prahova folosind formularul de mai jos sau puteți naviga prin toate monumentele din județ la lista monumentelor istorice din județul Prahova.
| Cod LMI                               | Denumire                                                                  | Localitate                              | Localizare | Datare, Creatori                         | Imagine               | Erori             |
| ------------------------------------- | ------------------------------------------------------------------------- | --------------------------------------- | --- | ---------------------------------------- | --------------------- | ----------------- |
| PH-I-s-B-16149 (RAN: 132173.01)       | Așezare                                                                   | sat Baba Ana; comuna Baba Ana           | Pe malul estic al pârâului Istău, la vest de sat, la sud de pod, pe drumul către Boldești - Grădiștea 44.95565°N 26.47775°E | sec. IV p. Chr.                          | Încarcă foto \| video | Raportează eroare |
| PH-I-s-B-16150 (RAN: 130730.01)       | Așezare                                                                   | sat Bătești; comuna Brazi               | „Cantonul CFR 50 A” 44.84861°N 26.03028°E                                                                                   | sec. V-VII p. Chr.                       | Încarcă foto \| video | Raportează eroare |
| PH-I-s-B-16151 (RAN: 135333.01)       | Situl arheologic de la Bătrâni                                            | sat Bătrâni; comuna Bătrâni             | „Coada Malului”, la marginea de sud-est a satului, pe deal, în stânga pârâului Bătrâneanca                                  |                                          | Încarcă foto \| video | Raportează eroare |
| PH-I-m-B-16151.01 (RAN: 135333.01.02) | Așezare                                                                   | sat Bătrâni; comuna Bătrâni             | „Coada Malului”, la marginea de sud-est a satului, pe deal, în stânga pârâului Bătrâneanca 45.30389°N 29.1625°E             | sec. IV-VI p. Chr.                       | Încarcă foto \| video | Raportează eroare |
| PH-I-m-B-16151.02 (RAN: 135333.01.01) | Așezare                                                                   | sat Bătrâni; comuna Bătrâni             | „Coada Malului”, la marginea de sud-est a satului, pe deal, în stânga pârâului Bătrâneanca 45.30389°N 29.1625°E             | sec. IV-I a. Chr.                        | Încarcă foto \| video | Raportează eroare |
| PH-I-s-B-16152 (RAN: 135333.02)       | Așezare                                                                   | sat Bătrâni; comuna Bătrâni             | „Slobozia”, la intrarea în sat, pe dreapta, între șosea și malul drept al pârâului Bătrâneanca 45.30444°N 26.16583°E        | sec. V p. Chr.                           | Încarcă foto \| video | Raportează eroare |
| PH-I-s-B-16153 (RAN: 133884.02)       | Situl arheologic de la Boboci                                             | sat Boboci; comuna Jugureni             | „La Biserică”, lângă satul de vacanță 45.085°N 26.41333°E                                                                   |                                          | Încarcă foto \| video | Raportează eroare |
| PH-I-m-B-16153.01 (RAN: 133884.01.04) | Necropolă                                                                 | sat Boboci; comuna Jugureni             | „La Biserică”, lângă satul de vacanță 45.085°N 26.41278°E                                                                   | Epoca medievală                          | Încarcă foto \| video | Raportează eroare |
| PH-I-m-B-16153.02                     | Așezare                                                                   | sat Boboci; comuna Jugureni             | „La Biserică”, lângă satul de vacanță                                                                                       |                                          | Încarcă foto \| video | Raportează eroare |
| PH-I-m-B-16153.03 (RAN: 133884.01.03) | Necropolă                                                                 | sat Boboci; comuna Jugureni             | „La Biserică”, lângă satul de vacanță 45.085°N 26.41278°E                                                                   | sec. IV - VII p. Chr.                    | Încarcă foto \| video | Raportează eroare |
| PH-I-m-B-16153.04 (RAN: 133884.01.02) | Necropolă                                                                 | sat Boboci; comuna Jugureni             | „La Biserică”, lângă satul de vacanță 45.085°N 26.41278°E                                                                   | Latène                                   | Încarcă foto \| video | Raportează eroare |
| PH-I-m-B-16153.05 (RAN: 133884.01.01) | Așezare                                                                   | sat Boboci; comuna Jugureni             | „La Biserică”, lângă satul de vacanță 45.085°N 26.41278°E                                                                   | Epoca bronzului                          | Încarcă foto \| video | Raportează eroare |
| PH-I-m-B-16154 (RAN: 132388.01)       | Așezare                                                                   | sat Boldești; comuna Boldești-Grădiștea | „Popina Mare” 44.87083°N 26.56028°E                                                                                         | sec. II - III p. Chr.                    | Încarcă foto \| video | Raportează eroare |
| PH-I-s-B-16155 (RAN: 132388.02)       | Necropolă                                                                 | sat Boldești; comuna Boldești-Grădiștea | „La Cărămidărie” 44.87°N 26.54722°E                                                                                         | sec. II - III p. Chr.                    | Încarcă foto \| video | Raportează eroare |
| PH-I-s-B-16156 (RAN: 132388.03)       | Necropolă                                                                 | sat Boldești; comuna Boldești-Grădiștea | În zona Dispensarului și a Magazinului Universal                                                                            | sec. IV - V p. Chr.                      | Încarcă foto \| video | Raportează eroare |
| PH-I-s-B-16157 (RAN: 133296.01)       | Așezare                                                                   | sat Bozieni; comuna Fântânele           | În vatra satului, în cimitirul vechi                                                                                        | sec. V-VII p. Chr.                       | Încarcă foto \| video | Raportează eroare |
| PH-I-s-B-16158 (RAN: 130794.01)       | Așezare                                                                   | sat Bucov; comuna Bucov                 | „La Tioca”, „Rotari” 44.96972°N 26.08278°E                                                                                  | sec. IX - X                              | Încarcă foto \| video | Raportează eroare |
| PH-I-s-B-16159 (RAN: 132093.01)       | Tumuli                                                                    | sat Buda; comuna Ariceștii Rahtivani    | „La Movilă” 44.96735°N 25.90976°E                                                                                           | Latène                                   | Încarcă foto \| video | Raportează eroare |
| PH-II-m-A-16324                       | Biserica veche „Adormirea Maicii Domnului” - din cimitir                  | sat Baba Ana; comuna Baba Ana           | 100 bis | 1815                                     | Încarcă foto \| video | Raportează eroare |
| PH-II-m-B-16325                       | Casa Lina Gheorghe                                                        | sat Baba Ana; comuna Baba Ana           | 313 | înc. sec. XX                             | Încarcă foto \| video | Raportează eroare |
| PH-II-m-A-16326                       | Casa Ileana Costache                                                      | sat Baba Ana; comuna Baba Ana           | 463 | înc. sec. XX                             | Încarcă foto \| video | Raportează eroare |
| PH-II-m-B-16327                       | Casa Alexandru Micu                                                       | sat Baba Ana; comuna Baba Ana           | 482 | sf. sec. XIX                             | Încarcă foto \| video | Raportează eroare |
| PH-II-m-B-16328                       | Casa Maria Stoica Ene                                                     | sat Baba Ana; comuna Baba Ana           | 522 | 1901                                     | Încarcă foto \| video | Raportează eroare |
| PH-II-m-B-16329                       | Casa Călin C. Gheorghe                                                    | sat Baba Ana; comuna Baba Ana           | 569 | înc. sec. XX                             | Încarcă foto \| video | Raportează eroare |
| PH-II-m-A-16330 (RAN: 132235)         | Biserica de lemn „Sf. Trei Ierarhi”                                       | sat Balta Doamnei; comuna Balta Doamnei | 243 44.7586°N 26.1683°E | sec. XVII - XVIII                        |                       | Raportează eroare |
| PH-II-m-A-16331 (RAN: 134210.01)      | Biserica „Sf. Nicolae”                                                    | sat Băltița; comuna Mănești             | 253 | 1716                                     |                       | Raportează eroare |
| PH-II-a-B-16332                       | Ansamblu rural I                                                          | sat Bătrâni; comuna Bătrâni             | Delimitare cf. PUG avizat                                                                                                   | sf. sec. XIX                             | Încarcă foto \| video | Raportează eroare |
| PH-II-a-B-16333                       | Ansamblu rural II                                                         | sat Bătrâni; comuna Bătrâni             | Delimitare cf. PUG avizat                                                                                                   | sf. sec. XIX                             | Încarcă foto \| video | Raportează eroare |
| PH-II-a-B-16334                       | Ansamblu rural III                                                        | sat Bătrâni; comuna Bătrâni             | Delimitare cf. PUG avizat                                                                                                   | sf. sec. XIX                             | Încarcă foto \| video | Raportează eroare |
| PH-II-m-B-16335                       | Ziduri de sprijin din piatră                                              | sat Bătrâni; comuna Bătrâni             | 226-231 | înc. sec. XX                             | Încarcă foto \| video | Raportează eroare |
| PH-II-m-B-16336                       | Casa Ion Dumitrache Soare                                                 | sat Bătrâni; comuna Bătrâni             | 255 | mijl. sec. XIX                           | Încarcă foto \| video | Raportează eroare |
| PH-II-m-B-16337                       | Casa Dumitru Gh. Ene                                                      | sat Bătrâni; comuna Bătrâni             | 364 | înc. sec. XX                             | Încarcă foto \| video | Raportează eroare |
| PH-II-m-B-16338                       | Casa Nicolae Goicea                                                       | sat Bătrâni; comuna Bătrâni             | 371 | înc. sec. XX                             | Încarcă foto \| video | Raportează eroare |
| PH-II-m-A-16339                       | Casa Ion Fâțu                                                             | sat Bătrâni; comuna Bătrâni             | 376 | sf. sec. XIX                             | Încarcă foto \| video | Raportează eroare |
| PH-II-m-B-16340                       | Casa Profira Burlan                                                       | sat Bătrâni; comuna Bătrâni             | 385 | sf. sec. XIX                             | Încarcă foto \| video | Raportează eroare |
| PH-II-m-B-16341                       | Casa Anastasia Panait                                                     | sat Bătrâni; comuna Bătrâni             | 470 | înc. sec. XX                             | Încarcă foto \| video | Raportează eroare |
| PH-II-m-B-16342                       | Casa Răducu Constantin                                                    | sat Bătrâni; comuna Bătrâni             | 534 | sf. sec. XIX                             | Încarcă foto \| video | Raportează eroare |
| PH-II-m-B-16344 (RAN: 135333.03)      | Casa Constanța Diaconu                                                    | sat Bătrâni; comuna Bătrâni             | 579 | înc. sec. XIX                            | Încarcă foto \| video | Raportează eroare |
| PH-II-m-B-16345                       | Casa Dobrița Răducu                                                       | sat Bătrâni; comuna Bătrâni             | 582 | 1900                                     | Încarcă foto \| video | Raportează eroare |
| PH-II-m-B-16343                       | Casa Dumitru și Gheorghe Iordache                                         | sat Bătrâni; comuna Bătrâni             | 591 | sf. sec. XIX                             | Încarcă foto \| video | Raportează eroare |
| PH-II-m-B-16346                       | Casa Constantin Palavescu                                                 | sat Bătrâni; comuna Bătrâni             | 593 | înc. sec. XX                             | Încarcă foto \| video | Raportează eroare |
| PH-II-m-B-16347                       | Casa Gheorghe D. T. Ene                                                   | sat Bătrâni; comuna Bătrâni             | 594 | înc. sec. XX                             | Încarcă foto \| video | Raportează eroare |
| PH-II-m-B-16588                       | Casa Cleopatra Goicea                                                     | sat Bătrâni; comuna Bătrâni             | 695 | mijl. sec. XIX                           | Încarcă foto \| video | Raportează eroare |
| PH-II-m-B-16348                       | Casa Constantin Tănase                                                    | sat Bertea; comuna Bertea               | 62 | 1889 - 1911                              | Încarcă foto \| video | Raportează eroare |
| PH-II-m-A-16349                       | Biserica „Sf. Petru și Pavel”                                             | sat Bertea; comuna Bertea               | 165 | mijl. sec. XIX                           | Încarcă foto \| video | Raportează eroare |
| PH-II-m-B-16350                       | Casa Ioana Boghici                                                        | sat Bertea; comuna Bertea               | 498 | sf. sec. XIX                             | Încarcă foto \| video | Raportează eroare |
| PH-II-m-B-16351                       | Casa Ioana Șinca                                                          | sat Bertea; comuna Bertea               | 551 | înc. sec. XX                             | Încarcă foto \| video | Raportează eroare |
| PH-II-m-B-16352                       | Casa Sorin Teleanu                                                        | sat Bertea; comuna Bertea               | 556 | sf. sec. XIX                             | Încarcă foto \| video | Raportează eroare |
| PH-II-m-B-16353                       | Han cu cârciumă și prăvălie Maria Lăcătuș                                 | sat Bertea; comuna Bertea               | 572 | 1900                                     | Încarcă foto \| video | Raportează eroare |
| PH-II-m-B-16354                       | Casa Ion Vlădoiu                                                          | sat Bertea; comuna Bertea               | 673 | înc. sec. XX                             | Încarcă foto \| video | Raportează eroare |
| PH-II-m-B-16355                       | Casa Cornel Cojocărel                                                     | sat Bertea; comuna Bertea               | 678 | 1913                                     | Încarcă foto \| video | Raportează eroare |
| PH-II-m-B-16356                       | Casa Ioana Petrescu                                                       | sat Bertea; comuna Bertea               | 684 | sf. sec. XIX                             | Încarcă foto \| video | Raportează eroare |
| PH-II-m-B-16357                       | Casa Gheorghe Ștefan                                                      | sat Bertea; comuna Bertea               | 723 | sf. sec. XIX                             | Încarcă foto \| video | Raportează eroare |
| PH-II-m-B-16358                       | Vila Constantin Comăneanu                                                 | sat Blejoi; comuna Blejoi               | 16 44.98917°N 26.01422°E | 1909                                     | Încarcă foto \| video | Raportează eroare |
| PH-II-m-A-16359 (RAN: 130687)         | Biserica de lemn „Sf. Nicolae”, „Adormirea Maicii Domnului” (din cimitir) | sat Blejoi; comuna Blejoi               | 449 A | sec. XVIII                               |                       | Raportează eroare |
| PH-II-m-B-16360                       | Casa Veronica Bodoiu                                                      | sat Bodești; comuna Posești             | 55 | înc. sec. XX                             | Încarcă foto \| video | Raportează eroare |
| PH-II-m-B-16361                       | Casa Vasile D. Berciu                                                     | sat Bodești; comuna Posești             | 107 | sf. sec. XIX                             | Încarcă foto \| video | Raportează eroare |
| PH-II-m-B-16362 (RAN: 131078.01)      | Ruinele bisericii „Sf. Arhangheli Mihail și Gavriil”                      | oraș Boldești-Scăeni                    | Calea Unirii 58A 45.03385°N 26.03291°E                                                                                      | 1812                                     |                       | Raportează eroare |
| PH-II-m-A-16363                       | Biserica de lemn „Sf. Arhangheli Mihail și Gavriil”                       | sat Bordenii Mici; comuna Scorțeni      | Str. Republicii 2, În cimitir; strămutată din satul Olari                                                                   | sec. XIX                                 |                       | Raportează eroare |
| PH-II-m-A-16364                       | Conacul Nicolau                                                           | sat Brazii de Sus; comuna Brazi         | Str. Orhideelor 1 44.85246°N 26.01658°E                                                                                     | prima jum. sec. XIX                      |                       | Raportează eroare |
| PH-II-m-B-16365                       | Casa Lelia Teodorescu                                                     | oraș Breaza                             | Str. Gării 79 | 1890                                     | Încarcă foto \| video | Raportează eroare |
| PH-II-m-B-16366                       | Casa Ana Aniță                                                            | oraș Breaza                             | Str. Popovici, Er. dr. col. 17B                                                                                             | 1870                                     | Încarcă foto \| video | Raportează eroare |
| PH-II-m-B-16370                       | Casa Doiculescu                                                           | oraș Breaza                             | Bd. Republicii 133 | prima jum. sec. XX                       | Încarcă foto \| video | Raportează eroare |
| PH-II-m-B-16373                       | Casa Eugenia Nanu                                                         | oraș Breaza                             | Bd. Republicii 210 | prima jum. sec. XX                       | Încarcă foto \| video | Raportează eroare |
| PH-II-m-A-16367                       | Biserica „Sf. Nicolae”                                                    | oraș Breaza                             | Str. Republicii 13 45.17426°N 25.67161°E                                                                                    | 1777                                     | Alte imagini          | Raportează eroare |
| PH-II-m-B-16368                       | Casa Virgil Neagoe                                                        | oraș Breaza                             | Str. Republicii 51 | 1840                                     | Încarcă foto \| video | Raportează eroare |
| PH-II-m-B-16369                       | Casa cu prăvălie Alexandru Bondoc                                         | oraș Breaza                             | Str. Republicii 72 | sf. sec. XIX                             |                       | Raportează eroare |
| PH-II-m-B-16371                       | Casa Popa                                                                 | oraș Breaza                             | Str. Republicii 189 | sf. sec. XIX                             | Încarcă foto \| video | Raportează eroare |
| PH-II-m-A-16374                       | Casa g-ral Ceaușu                                                         | oraș Breaza                             | Str. Victoriei 5 | înc. sec. XX                             | Încarcă foto \| video | Raportează eroare |
| PH-II-a-A-16375 (RAN: 132413.01)      | Fosta mănăstire Brebu                                                     | sat Brebu Mănăstirei; comuna Brebu      | 803 45.18154°N 25.76728°E                                                                                                   | 1640 - 1650                              | Alte imagini          | Raportează eroare |
| PH-II-m-A-16375.01                    | Biserica „Sf. Mihail și Gavriil”                                          | sat Brebu Mănăstirei; comuna Brebu      | 803 45.1817°N 25.7672°E | 1640 - 1650                              | Alte imagini          | Raportează eroare |
| PH-II-m-A-16375.02                    | Casa Domnească                                                            | sat Brebu Mănăstirei; comuna Brebu      | 803 45.1818°N 25.767°E | 1640 - 1650                              | Alte imagini          | Raportează eroare |
| PH-II-m-A-16375.03                    | Ruine chilii                                                              | sat Brebu Mănăstirei; comuna Brebu      | 803 45.18167°N 25.76673°E                                                                                                   | 1640 - 1650                              |                       | Raportează eroare |
| PH-II-m-A-16375.04                    | Turn clopotniță                                                           | sat Brebu Mănăstirei; comuna Brebu      | 803 45.1809°N 25.7675°E | 1640 - 1650                              | Alte imagini          | Raportează eroare |
| PH-II-m-A-16375.05                    | Zid de incintă                                                            | sat Brebu Mănăstirei; comuna Brebu      | 803 45.1817°N 25.7671°E | 1640 - 1650                              |                       | Raportează eroare |
| PH-II-m-B-16376                       | Casa Vasile C. Topală                                                     | sat Brebu Megieșesc; comuna Brebu       | 284 | sf. sec. XIX                             | Încarcă foto \| video | Raportează eroare |
| PH-II-m-B-16377                       | Casa Constantin Stere, azi sediu fundație culturală                       | sat Bucov; comuna Bucov                 | În Parcul de agrement „Constantin Stere”-Bucov 44.97861°N 26.05819°E                                                        | 1900                                     |                       | Raportează eroare |
| PH-II-m-B-16378                       | Școala, ulterior Biblioteca Orășenească, azi Casa de Cultură              | oraș Bușteni                            | Bd. Libertății 93 45.41551°N 25.53618°E                                                                                     | 1887, reconstruită 1986                  |                       | Raportează eroare |
| PH-II-m-B-16379                       | Casa Alexandru Popescu                                                    | oraș Bușteni                            | Bd. Libertății 236 45.42063°N 25.54502°E                                                                                    | înc. sec. XX                             |                       | Raportează eroare |
| PH-II-m-B-16380                       | Casă, azi Casa de Odihnă a Preoților                                      | oraș Bușteni                            | Bd. Libertății 250 45.42145°N 25.54712°E                                                                                    | înc. sec. XX                             |                       | Raportează eroare |
| PH-II-m-B-21108                       | Casa Gheorghe Țițeica                                                     | oraș Bușteni                            | Str. Paltinului 7 | 1890 - 1900                              | Încarcă foto \| video | Raportează eroare |
| PH-II-m-B-16381                       | Vila Borneanu, azi grădiniță                                              | oraș Bușteni                            | Str. Panduri 42 | 1910                                     | Încarcă foto \| video | Raportează eroare |
| PH-II-m-A-16385                       | Casa-muzeu „Cezar Petrescu”                                               | oraș Bușteni                            | Str. Petrescu Cezar 27 45.42294°N 25.54758°E                                                                                | 1914 - 1918                              |                       | Raportează eroare |
| PH-II-m-B-16382                       | Vila „Leonida”                                                            | oraș Bușteni                            | Str. Șoimului 11 | înc. sec. XX                             | Încarcă foto \| video | Raportează eroare |
| PH-II-a-B-16383                       | Ansamblul Fabricii de Hârtie                                              | oraș Bușteni                            | Str. Telecabinei 47-59 45.4067°N 25.52322°E                                                                                 | 1880                                     | Încarcă foto \| video | Raportează eroare |
| PH-II-m-B-16383.01                    | Hale de producție, azi ateliere mecanice                                  | oraș Bușteni                            | Str. Telecabinei 47 | 1880                                     | Încarcă foto \| video | Raportează eroare |
| PH-II-m-B-16383.02                    | Hale de producție, azi săli de sport                                      | oraș Bușteni                            | Str. Telecabinei 49 | 1920 - 1940                              | Încarcă foto \| video | Raportează eroare |
| PH-II-m-B-16383.03                    | Case de serviciu în incinta fabricii, azi locuințe și spații comerciale   | oraș Bușteni                            | Str. Telecabinei 49 | 1920                                     | Încarcă foto \| video | Raportează eroare |
| PH-II-m-B-16383.06                    | Anexe gospodărești ale coloniei Fabricii de Hârtie                        | oraș Bușteni                            | Str. Telecabinei 50 | 1900                                     | Încarcă foto \| video | Raportează eroare |
| PH-II-m-B-16383.05                    | Blocuri muncitorești                                                      | oraș Bușteni                            | Str. Telecabinei 51 | 1880                                     | Încarcă foto \| video | Raportează eroare |
| PH-II-m-B-16383.04                    | Colonia muncitorească a Fabricii de Hârtie                                | oraș Bușteni                            | Str. Telecabinei 59 | 1900                                     | Încarcă foto \| video | Raportează eroare |
| PH-II-m-B-16384                       | Vila Aura Buzescu                                                         | oraș Bușteni                            | Str. Victoriei 7 | 1920                                     |                       | Raportează eroare |
| PH-II-a-A-16386                       | Ansamblul castelului Cantacuzino                                          | oraș Bușteni                            | Str. Zamora 1 45.41404°N 25.54284°E                                                                                         | 1910 Grigore Cerchez (arhitect)          | Alte imagini          | Raportează eroare |
| PH-II-m-A-16386.01                    | Castelul Cantacuzino                                                      | oraș Bușteni                            | Str. Zamora 1 45.41408°N 25.54295°E                                                                                         | 1910                                     |                       | Raportează eroare |
| PH-II-m-A-16386.02                    | Parcul                                                                    | oraș Bușteni                            | Str. Zamora 1 45.41419°N 25.54216°E                                                                                         | 1910                                     |                       | Raportează eroare |
| PH-III-m-B-16870                      | Monumentul lui Theodor Diamant                                            | oraș Boldești-Scăeni                    | Cartier Scăeni, în fața gării 45.01653°N 26.0255°E                                                                          | 1977                                     |                       | Raportează eroare |
| PH-III-m-A-16871                      | Statuia „Ultima grenadă” - a caporalului Constantin Mușat                 | oraș Bușteni                            | Bd. Libertății, în fața gării 45.41607°N 25.53702°E                                                                         | 1928 Ion Dimitriu-Bârlad (arhitect)      |                       | Raportează eroare |
| PH-IV-m-A-16882                       | Monumentul lui Aurel Vlaicu                                               | sat Bănești; comuna Bănești             | DN1, Tarla 23/1, P 987/246/1 45.09398°N 25.76465°E                                                                          | 1930                                     |                       | Raportează eroare |
| PH-IV-m-B-16883                       | Cruce de pomenire (de drum) din piatră                                    | sat Bertea; comuna Bertea               | În fața salonului de dans                                                                                                   | 1598                                     |                       | Raportează eroare |
| PH-IV-m-A-16884                       | Cruce de piatră                                                           | sat Boldești; comuna Boldești-Grădiștea | „La Arman” | 1731                                     | Încarcă foto \| video | Raportează eroare |
| PH-IV-m-B-16885                       | Cruce de pomenire din piatră                                              | oraș Boldești-Scăeni                    | Str. Primăverii 3, în curtea bisericii „Adormirea Maicii Domnului” 45.01633°N 26.0282°E                                     | 1710                                     |                       | Raportează eroare |
| PH-IV-m-B-16886                       | Casa actorului Ion Manolescu                                              | oraș Breaza                             | Str. Gării 5 | 1926                                     | Încarcă foto \| video | Raportează eroare |
| PH-IV-m-A-16887                       | Crucea comemorativă a eroilor români din primul război mondial            | oraș Bușteni                            | Pe Vârful Caraiman 45.41604°N 25.49757°E                                                                                    | 1924 – 1928 Ludovic Dolinschi (arhitect) | Alte imagini          | Raportează eroare |